# Flamengo Esporte Clube de Arcoverde
Il Flamengo Esporte Clube de Arcoverde, meglio noto come Flamengo de Arcoverde, è una società calcistica brasiliana con sede nella città di Arcoverde, nello stato del Pernambuco.

## Storia
Il club è stato fondato il 1º maggio 1959. Il Flamengo de Arcoverde ha vinto il Campeonato Pernambucano Série A2 nel 1996. Ha partecipato al Campeonato Brasileiro Série C nel 1997, dove è stato eliminato alla prima fase.

## Palmarès

### Competizioni statali
- Campeonato Pernambucano Série A2: 2

1996, 2016